# Sachs (Familienname)
Sachs ist ein deutscher Familienname.

## Namensträger

### A
- Aaron Sachs (1923–2014), US-amerikanischer Saxophonist
- Abraham J. Sachs (1914–1983), US-amerikanischer Mathematikhistoriker und Assyriologe
- Adam Sachs (1895–??), deutscher Radrennfahrer
- Adriana Sachs (* 1993), argentinische Fußballspielerin
- Albert Sachs (Mediziner) (1803–1835), deutscher Chirurg
- Albert Sachs (Mathematiker) (1944–2022), deutscher Mathematiker und Hochschullehrer
- Albie Sachs (Albert Louis Sachs; * 1935), südafrikanischer Richter und Autor
- Alfred Sachs (Ingenieur) (1882–1943), Schweizer Ingenieur
- Alfred Sachs (Bildhauer) (1907–1990), deutscher Bildhauer
- Andrew Sachs (1930–2016), deutsch-britischer Schauspieler
- Arthur Sachs (Mineraloge) (1876–1942), deutscher Mineraloge und Hochschullehrer
- Arthur Sachs (Bankier) (1880–1975), US-amerikanischer Bankier, Kunstsammler und Mäzen

### B
- Benjamin Sachs (* 1981), deutscher Fußballtrainer
- Benno Sachs (Maler) (1868–??), österreichischer Maler
- Benno Sachs (Unternehmer) (1875–1943), deutscher Fabrikant
- Benno Sachs (Komponist) (1882–1968), österreichisch-US-amerikanischer Komponist, Arrangeur und Kapellmeister
- Bernard Sachs (1858–1944), US-amerikanischer Neurologe
- Berta Sachs (1876–1943), deutsche Lehrerin und Sozialarbeiterin

### C
- Caecilie Seler-Sachs (1855–1935), deutsche Ethnologin, Fotografin und Autorin
- Camille Sachs (1880–1959), deutscher Jurist
- Carl Sachs (Mediziner) (auch Karl Sachs; 1853–1878), deutscher Mediziner und Forschungsreisender
- Carl Sachs (1868–1943), deutscher Unternehmer und Kunstsammler, siehe Sammlung Carl Sachs
- Clara Sachs (1862–1921), deutsche Malerin und Lithografin
- Curt Sachs (1881–1959), deutscher Musiktheoretiker und Musikinstrumentenkundler

### D
- Dominik Sachs (* um 1985), deutscher Wirtschaftswissenschaftler und Hochschullehrer

### E
- Eberhard Sachs († 1319?), österreichischer Dompropst
- Eddie Sachs (Edward Julius Sachs; 1927–1964), US-amerikanischer Automobilrennfahrer
- Ekkehard Sachs (* 1950), deutscher Mathematiker und Hochschullehrer
- Emil Sachs (1896–nach 1971), deutscher Unternehmer
- Emil Solomon Sachs, eigentlicher Name von Solly Sachs (1900–1976), südafrikanischer Gewerkschafter und Publizist
- Erich Sachs (1882–1948), deutscher Konzertveranstalter und Schriftsteller
- Ernest Sachs (1879–1958), US-amerikanischer Mediziner
- Ernst Sachs (Unternehmer) (1867–1932), deutscher Industrieller und Erfinder
- Ernst Sachs (Mediziner) (1878–1961), deutsch-israelischer Gynäkologe (Emigration aus Deutschland 1933)
- Ernst Sachs (General) (1880–1956), deutscher General und SS-Obergruppenführer
- Ernst Sachs (Ingenieur) (1890–1977), deutscher Ingenieur und Erfinder
- Ernst Wilhelm Sachs (1929–1977), deutscher Industrieller
- Erwin Sachs, Pseudonym von Gottfried Wilhelm Henning (1829–1909), siebenbürgischer Beamter, Schriftsteller und Übersetzer
- Eva Sachs (1882–1936), deutsche Klassische Philologin

### F
- Ferdinand Sachs (1885–1969), deutscher Kinderarzt
- Franz Sachs (1875–1919), deutscher Chemiker
- Friedrich Sachs (1821–1893), deutscher Generalleutnant
- Fritz Sachs (1876–nach 1912), deutscher Mediziner und Schriftsteller

### G
- Georg Sachs (auch George Sachs; 1896–1960), deutsch-amerikanischer Metallurg
- George Sachs (Mediziner) (1935–2019), österreichischer Mediziner
- Gerd Sachs (* 1961), deutscher Fußballspieler
- Gerhard Sachs (1923–1996), deutscher Politiker (SED)
- Gottfried Sachs (* 1939), deutscher Luftfahrtingenieur
- Gunter Sachs (1932–2011), deutsch-schweizerischer Industriellenerbe und Fotograf
- Günther Sachs (1903–1962), deutscher Generalmajor
- Gustav Sachs (1852–1937), österreichisch-ungarischer Architekt

### H
- Hannelore Sachs (1931–1990), deutsche Kunsthistorikerin, Denkmalpflegerin und Autorin
- Hannes Sachs (* 1922), deutscher Fußballspieler
- Hanns Sachs (1881–1947), österreichischer Psychoanalytiker
- Hans Sachs (1494–1576), deutscher Meistersinger
- Hans Sachs (Politiker) (1874–1947), deutscher Politiker (DVP, NLLP, NSDAP), MdR
- Hans Sachs (Mediziner) (1877–1945), deutscher Mediziner und Serologe
- Hans Sachs (Fabrikant, 1878) (1878–1933), deutscher Fabrikant
- Hans Sachs (Sammler) (1881–1974), deutsch-amerikanischer Zahnmediziner und Grafiksammler
- Hans Sachs (Fabrikant, 1886) (1886–1941/1942), deutscher Fabrikant
- Hans Sachs (Staatsanwalt) (1912–1993), deutscher Staatsanwalt
- Hans-Georg Sachs (1911–1975), deutscher Diplomat
- Hans W. Sachs (1912–2000), deutscher Pathologe, Gerichtsmediziner und Hochschullehrer
- Harvey Sachs (* 1946), US-amerikanisch-kanadischer Dirigent, Musikhistoriker und Musikschriftsteller
- Heide Sachs (1875–1960), deutsche Dichterin und Vortragskünstlerin
- Heinrich Sachs (Kupferstecher) (1831–1901), deutscher Kupferstecher
- Heinrich Sachs (Unternehmer, 1857) (1857–1934), österreichischer Metallwarenfabrikant
- Heinrich Sachs (Unternehmer, 1858) (1858–1922), deutscher Pharmazieunternehmer
- Heinrich Sachs (Mediziner) (1863–1928), deutscher Neurologe und Anatom
- Heinrich Sachs (Pädagoge) (1894–1946), deutscher Pädagoge
- Heinz Sachs (* 1925), deutscher Boxer
- Helen Sachs (1934–2014), niederländische Jazzsängerin
- Herman Sachs (Hermann Sachs; 1883–1940), rumänisch-US-amerikanischer Zeichner, Designer und Kunstpädagoge
- Hermann Sachs (1811–1889), deutscher Mediziner
- Horst Sachs (1927–2016), deutscher Mathematiker

### I
- Ira Sachs (* 1965), US-amerikanischer Filmregisseur
- Ivo Sachs (* 1964), Schweizer Physiker und Hochschullehrer

### J
- James D. Sachs (* 1949), Veteran der United States Air Force, Game Artist und Spieleentwickler
- Jeffrey Sachs (* 1954), US-amerikanischer Ökonom
- Johann Christian Sachs (1720–1789), deutscher Historiker
- Jonathan Sachs (* 1947), US-amerikanischer Programmierer
- Josef Sachs (1872–1949), schwedischer Unternehmer und Mäzen
- Julius Sachs (1832–1897), deutscher Botaniker und Hochschullehrer
- Julius Sachs (Altphilologe) (1849–1934), US-amerikanischer Klassischer Philologe

### K
- Karl Sachs (Amtmann) (1811–1873), deutscher Verwaltungsjurist
- Karl Sachs (Romanist) (1829–1909), deutscher Romanist
- Karl Sachs (Offizier) (1886–1951), deutscher General
- Karl Sachs (Elektroingenieur) (1886–1980), Schweizer Elektroingenieur
- Karl Christian Sachs (1903–1989), deutscher Geistlicher und Heimatforscher
- Karl Wilhelm Sachs (1709–1763), deutscher Mediziner
- Klaus Sachs-Hombach (* 1957), deutscher Philosoph

### L
- Lambert Sachs (1818–1903), deutsch-amerikanischer Maler und Fotograf
- Léo Sachs (Komponist) (1856–1930), französischer Komponist deutscher Herkunft
- Leo Sachs (1924–2013), israelischer Molekularbiologe
- Leonard Sachs (1909–1990), britischer Schauspieler
- Leonhard Sachs (1843–1899), württembergischer Landtagsabgeordneter
- Leonie Sachs, eigentlicher Name von Nelly Sachs (1891–1970), schwedische Schriftstellerin
- Leonie Sachs (Romanistin) (1908–1991), deutsch-amerikanische Romanistin
- Lessie Sachs (1896–1942), deutsch-amerikanische Dichterin
- Lisbeth Sachs (1914–2002), Schweizer Architektin
- Lothar Sachs (1929–2019), deutscher Statistiker
- Ludwig Sachs (Verwaltungsbeamter) (1820–1872), deutscher Verwaltungsbeamter
- Ludwig Sachs (Schauspieler) (1881–1973), deutscher Schauspieler
- Ludwig Sachs (Unternehmer) (1882–1954), österreichischer Chemiker und Unternehmer
- Ludwig Wilhelm Sachs (1787–1848), deutscher Arzt und Hochschullehrer

### M
- Maria Sachs (1869–1932), deutsche Malerin
- Maurice Sachs (1906–1945), französischer Schriftsteller
- Maurice David Sachs (1909–1987), US-amerikanischer Radiologe
- Max Sachs (1883–1935), deutscher Politiker
- Melchior Sachs (1843–1917), deutscher Komponist
- Michael Sachs (Theologe) (auch Michael Sachse; 1542–1618), deutscher Pfarrer und Autor
- Michael Sachs (Rabbiner) (1808–1864), deutscher Rabbiner
- Michael Sachs (Politiker) (1947–2021), deutscher Politiker (SPD)
- Michael Sachs (Rechtswissenschaftler) (1951–2022), deutscher Rechtswissenschaftler
- Michael Sachs (Mediziner) (* 1960), deutscher Chirurg und Medizinhistoriker
- Michael Sachs (Jurist) (* 1961), österreichischer Jurist und Richter
- Michael Emil Sachs (1836–1893), deutscher Maler
- Michael Thomas Sachs (* 1962), deutscher Maler, Grafiker und Objektkünstler
- Moritz Sachs, eigentlicher Name von Mavro Sachs (1817–1888), kroatischer Mediziner und Hochschullehrer
- Moritz A. Sachs (* 1978), deutscher Schauspieler
- Moritz Johann Sachs von Hellenau (1844–1933), österreichischer Vizeadmiral
- Moriz Sachs (1865–1948), österreichischer Ophthalmologe
- Murray B. Sachs (1940–2018), US-amerikanischer Mediziningenieur

### N
- Nelly Sachs (eigentlich Leonie Sachs; 1891–1970), schwedische Schriftstellerin

### O
- Oliver Sachs (* 1970), deutscher Geologe und Heimatforscher
- Oskar Sachs (Offizier) (1848–1923), deutscher Generalleutnant
- Oskar Sachs (Schauspieler) (1868–1941), österreichischer Schauspieler
- Otto Sachs (Verwaltungsbeamter) (1824–1912), deutscher Verwaltungsbeamter
- Otto Sachs (Schriftsteller) (1869–1897), österreichischer Schriftsteller

### P
- Paul Sachs-Müke (1874–??), deutscher Generalarzt
- Paul J. Sachs (Paul Joseph Sachs; 1878–1965), US-amerikanischer Kunsthistoriker und Sammler
- Peter Sachs (1912–1990), deutsch-britischer Filmregisseur, -produzent und -animator
- Philipp Jakob Sachs von Löwenheim (1627–1672), Mediziner

### R
- Rainer K. Sachs (1932–2024), US-amerikanischer Astrophysiker
- Reiner Sachs (* 1959), deutscher Manager
- Renatus Sachs (1899–1964), deutscher Dichter und Jurist
- Richard Sachs (Maler, 1867) (1867–1936), deutscher Maler
- Richard Sachs (Maler, 1875) (1875–1946), deutscher Maler
- Richard Sachs (Unternehmer) (* 1953), US-amerikanischer Sportradhersteller
- Richard C. Sachs (* 1945), US-amerikanischer Autor
- Robert Green Sachs (1916–1999), US-amerikanischer Physiker
- Robin Sachs (1951–2013), britischer Schauspieler und Synchronsprecher
- Rolf Sachs (* 1955), Schweizer Künstler und Designer
- Rudolf Sachs (1891–1947), deutscher Politiker (KPD/SED)

### S
- Salomo Sachs (1772–1855), deutscher Architekt, Mathematiker und Schriftsteller
- Samuel Sachs (1851–1935), deutsch-amerikanischer Investmentbanker
- Solly Sachs (1900–1976), südafrikanischer Gewerkschafter
- Stephan Sachs (* 1958), deutscher Regisseur und Hochschullehrer

### T
- Theodor Sachs (Mediziner) (1875–1934), deutscher Dermatologe
- Theodor Sachs (Unternehmer) (1896–1979), deutscher Unternehmensgründer
- Theodore B. Sachs (1868–1916), russisch-US-amerikanischer Anwalt und Arzt
- Tom Sachs (* 1966), US-amerikanischer Künstler
- Toni Sachs Pfeiffer (1942–2005), Kommunikationsforscherin und Fotografin

### U
- Uwe Sachs (* 1959), deutscher Ringer

### V
- Volkmar Sachs (1922–1995), deutscher Hämatologe, Transfusionsmediziner, Hochschullehrer und Verbandsfunktionär

### W
- Walter Sachs (Eishockeyspieler) (1891–nach 1930), deutscher Eishockeyspieler
- Walter Sachs (Autor) (1901–1985), österreichischer Schriftsteller
- Walter Sachs (Künstler) (* 1954), deutscher Bildhauer, Maler und Grafiker
- Walter Bernhard Sachs (1899–nach 1970), deutscher Mediziner und Zoologe
- Walther Sachs (1872–1944), deutscher Industrieller
- Wilhelm Sachs (Politiker) (1801–1866), deutscher Politiker und Unternehmer
- Wilhelm Sachs (Mediziner) (1842–1924), österreichisch-ungarischer Admiralstabsarzt
- Wilhelm Sachs (Architekt, 1853) (1853–nach 1893), österreichischer Architekt
- Wilhelm von Sachs (1859–1936), deutscher Generalleutnant
- Wilhelm Sachs (Architekt, 1884) (1884–1961), österreichisch-italienischer Architekt und Maler
- Wilhelm Sachs (Architekt, III), deutscher Architekt
- Willy Sachs (1896–1958), deutscher Industrieller, Diplomat und SS-Obersturmbannführer
- Wolfgang Sachs (Manager) (1899–1974), deutscher Versicherungsmanager und Mathematiker
- Wolfgang Sachs (* 1946), deutscher Soziologe und Theologe